# Heilig Hartbeeld (Maastricht, Bosscherweg)
Het Heilig Hartbeeld is een standbeeld in de Nederlandse stad Maastricht, in de buurt Boschpoort.

## Achtergrond
Het Heilig Hartbeeld werd in 1935 gemaakt door Charles Vos. Het was een geschenk van het personeel van Staalwerken De Maas aan hun directeur E.H. van Oppen, bij het tienjarig bestaan van de onderneming.
Het beeld werd 1 juni 1935 geïntroniseerd door bisschop Henri Poels, in aanwezigheid van onder meer de burgemeester Leopold van Oppen en commissaris der koningin baron Van Hövell tot Westerflier. De Maas was het eerste Nederlandse bedrijf dat werd toegewijd aan het Heilig Hart.
In 1968 werd het bedrijf als zelfstandige onderneming opgeheven. Het beeld werd op een eenvoudige sokkel herplaatst bij de Sint-Hubertuskerk aan de Bosscherweg. Deze kerk is sinds 2009 niet meer in gebruik.

## Beschrijving
De Christusfiguur houdt zijn rechterhand zegenend opgeheven, met zijn hoofd naar rechts gekeerd. In zijn linkerhand vat hij plooien van zijn mantel samen. Op zijn borst is het Heilig Hart zichtbaar. Zeer ongebruikelijk voor een Heilig Hartbeeld is de duif op de rechterschouder, als symbool van de Heilige Geest. Aanvankelijk stond het beeld bij de ingang van het bedrijfsterrein en keek het in de richting van de fabrieksgebouwen.